# Las Peñas de Riglos
Las Peñas de Riglos (en aragonés As Penyas de Riglos) es un municipio español de la comarca de la Hoya de Huesca, provincia de Huesca, Aragón. Forma parte de la comarca natural de la Galliguera.

## Geografía
Parte de su término municipal está ocupado por el Paisaje protegido de San Juan de la Peña y Monte Oroel.

## Historia
El municipio se formó en la década de 1960 como una agrupación de pequeños municipios de cara a una gestión administrativa de mayor alcance.

## Demografía
Las Peñas de Riglos cuenta con una población de 268 habitantes (INE 2024).
| Gráfica de evolución demográfica de Las Peñas de Riglos entre 1970 y 2021 |
| |
| Población de derecho según los censos de población del INE Población de hecho según los censos de población del INEEntre el censo de 1981 y el anterior, crece el término del municipio porque incorpora una parte de 22030 (Anzánigo) Entre el censo de 1970 y el anterior, crece el término del municipio porque incorpora una parte de 22564 (Ena) Entre el censo de 1970 y el anterior, aparece este municipio porque se fusionan los municipios 22615 (Rasal), 22616 (Riglos), 22620 (Salinas de Jaca) y 22647 (Triste) |

### Núcleos de población
Desglose de población según el Padrón Continuo por Unidad Poblacional del INE.
| Núcleos                | Habitantes (2021) |
| ---------------------- | ----------------- |
| Centenero              | 11                |
| Ena                    | 23                |
| La Peña Estación       | 44                |
| Rasal                  | 27                |
| Riglos                 | 74                |
| Salinas de Jaca        | 26                |
| Santa María de la Peña | 25                |
| Triste                 | 16                |
| Villalangua            | 21                |
| Yeste                  | 2                 |

Además el término municipal incluye el despoblado de Carcavilla, y la Garoneta Vieja.

## Monumentos

### Monumentos religiosos
- Existe una pequeña iglesia románica del siglo XI, que cumplió en el pasado como capilla del desaparecido monasterio de San Martín.
- Iglesia parroquial de Ntra. Sra. del Mallo en la que se veneran dos imágenes románicas: la Virgen del Mallo y la de Carcavilla.
- Ermita románica de San Juan Bautista en Rasal.

### Monumentos civiles
- En la entrada al pueblo se encuentra el monolito que Montañeros de Aragón levantó a la memoria de los escaladores Rabadá y Navarro, fallecidos en 1963 en el primer intento la cara norte del Eiger. Junto a él, otro pequeño monolito recuerda a algunos de los escaladores fallecidos en accidente de escalada en los mallos.

## Administración y política
| Período   | Alcalde                       | Partido |  |
| --------- | ----------------------------- | ------- |  |
| 1979-1983 | José María Samper Arguis      | PSOE    |  |
| 1983-1987 |                               | PSOE    |  |
| 1987-1991 |                               | PSOE    |  |
| 1991-1995 |                               | PSOE    |  |
| 1995-1999 |                               | PSOE    |  |
| 1999-2003 | Sebastián de Buen Pargada     | PSOE    |  |
| 2003-2007 | Sebastián de Buen Pargada     | PSOE    |  |
| 2007-2011 | Sebastián de Buen Pargada     | PSOE    |  |
| 2011-2015 | Juan Ramón Aso Bailo          | PSOE    |  |
| 2015-2019 | Juan Francisco Torralba Pérez | PSOE    |  |
| 2019-2023 | Juan Francisco Torralba Pérez | PSOE    |  |

| Partido político    | Partido político                                   | 2003   | 2007   | 2011   | 2015   | 2019   |
| Partido político    | Partido político                                   | Ediles | Ediles | Ediles | Ediles | Ediles |
|                     | Partido de los Socialistas de Aragón (PSOE-Aragón) | 5      | 4      | 3      | 3      | 5      |
|                     | Partido Aragonés (PAR)                             | —      | —      | 1      | 1      | 1      |
|                     | Partido Popular de Aragón (PP)                     | 1      | 1      | 1      | 1      | —      |
|                     | Podemos                                            | —      | —      | —      | 2      | 1      |
|                     | Chunta Aragonesista (CHA)                          | 1      | 2      | 2      | —      | —      |
| Total de concejales | Total de concejales                                | 7      | 7      | 7      | 7      | 7      |

## Economía

### Evolución de la deuda viva
El concepto de deuda viva contempla sólo las deudas con cajas y bancos relativas a créditos financieros, valores de renta fija y préstamos o créditos transferidos a terceros, excluyéndose, por tanto, la deuda comercial.
Entre los años 2008 a 2014 este ayuntamiento no ha tenido deuda viva.

## Deportes
Destacan los Mallos de Riglos, paraíso de montañeros, escaladores, y amantes de la naturaleza, están formados por gravas, más o menos cementadas, que favorecen el desarrollo de paredes verticales de aspecto redondeado, que inspiraron la asignación de nombres: El Puro, El Pisón, Castilla, Volaos, Cuchillo, Frechin, Visera y Fire.

## Fiestas
- Día 20 de enero en honor a San Sebastián.
- Día 1 de junio en honor a la Virgen del Mallo.

## Personajes célebres
- D. Pedro Torralba Coronas – Escritor que nació el 29 de abril de 1913